# Limbangan Kulon
Limbangan Kulon is een bestuurslaag in het regentschap Brebes van de provincie Midden-Java, Indonesië. Limbangan Kulon telt 3762 inwoners (volkstelling 2010).